# Антифашистский фронт женщин

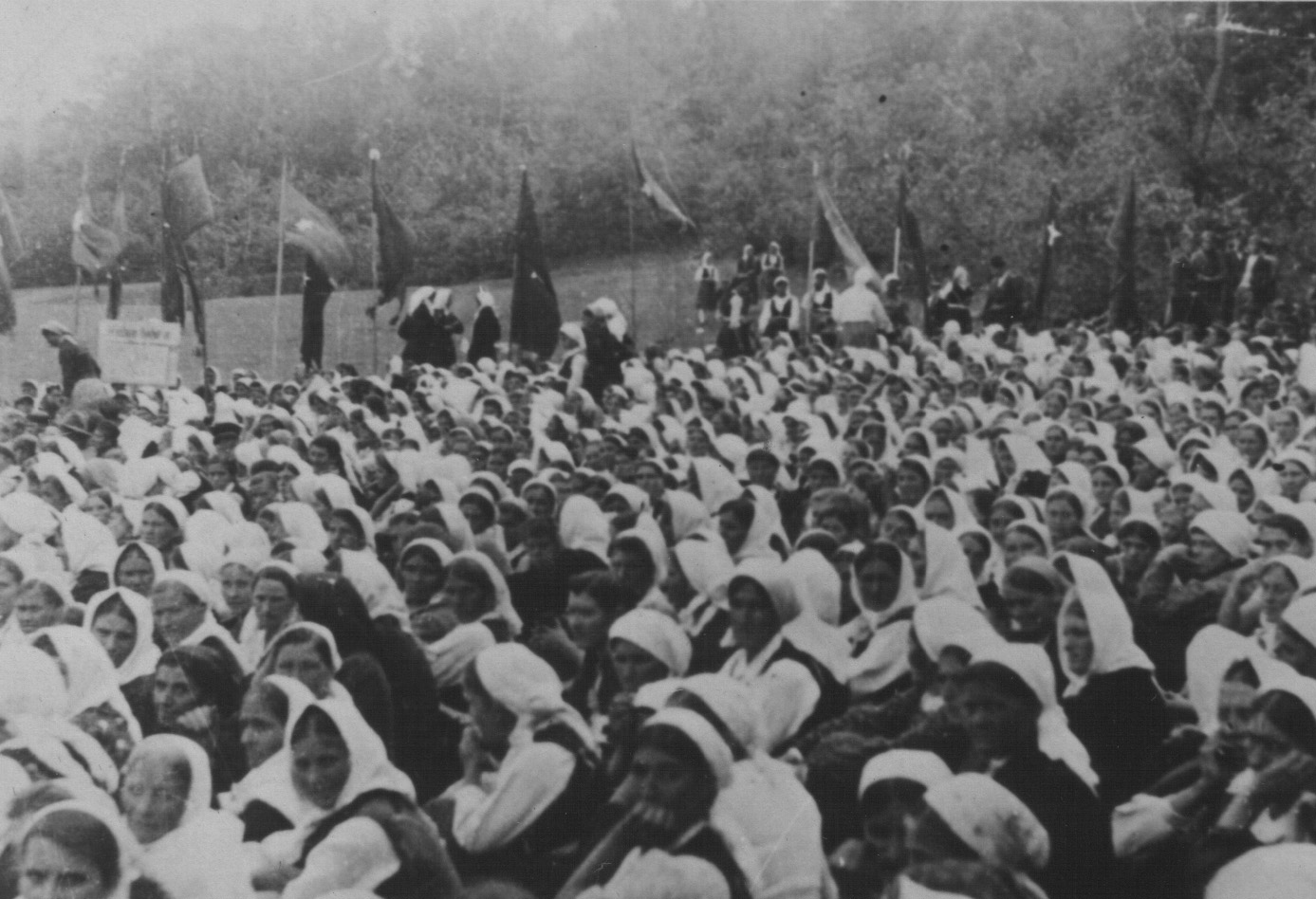
Собрание Женского антифашистского фронта Югославии в Дрваре в сентябре 1942 года

Антифашистский фронт женщин, сокращённо АФЖ/AFŽ (сербохорв. Antifašistička fronta žena / Антифашистички фронт жена, словен. Protifašistično fronta žensk; макед. Антифашистички фронт на жените) — национальная югославская женская антифашистская организация, предшественник феминистских организаций стран бывшей Югославии, которая участвовала в вовлечении женщин Югославии в помощь народно-освободительному партизанскому движению, ведомому коммунистической партией и боровшемуся против немецко-фашистских захватчиков. Фронт был создан 6 декабря 1942 года в городе Босански-Петровац на территории Бихачской республики на Первой женской земельной конференции.

## Название
Изначально эту организацию называли Женской антифашистской организацией. Наименования у отделений по разным регионам единой страны различались: в Хорватии был Женский антифашистский фронт Хорватии; в Словении была организация, которую называли Женской антифашистской ассоциацией, Женским антифашистским фронтом и Антифашистским фронтом женщин, хотя формально она была Словенской женской антифашистской организацией (в Словении действовал и Женский антиитальянский союз); в Македонии был Женский антифашистский фронт Македонии, в Сербии — Женский антифашистский фронт Сербии (в том числе Женский антифашистский фронт Воеводины, штаб которого располагался в Суботице).

## Предпосылки для образования
В межвоенные годы в Югославии действовали ряд движений в поддержку феминисток, выступая за отказ от традиционного видения места женщины в балканском обществе. В частности, они выступали за предоставление женщинам избирательных прав и возможности избираться и занимать высокопоставленные должности (в 1934 году 2 тысячи жён шахтёров поддержали забастовку в Трбовле). Также они всячески выступали против Стального пакта и их сторонников как в стране, так и за рубежом (5 тысяч участниц протеста в Загребе у здания немецкого консульства в 1935 году; 600 тысяч подписей женщин в поддержку мира в Европе в 1936 году). В 1939 году журнал «Жена данас» (Женщина сегодня) поддержал акцию за предоставление женщинам права голоса.

## Образование

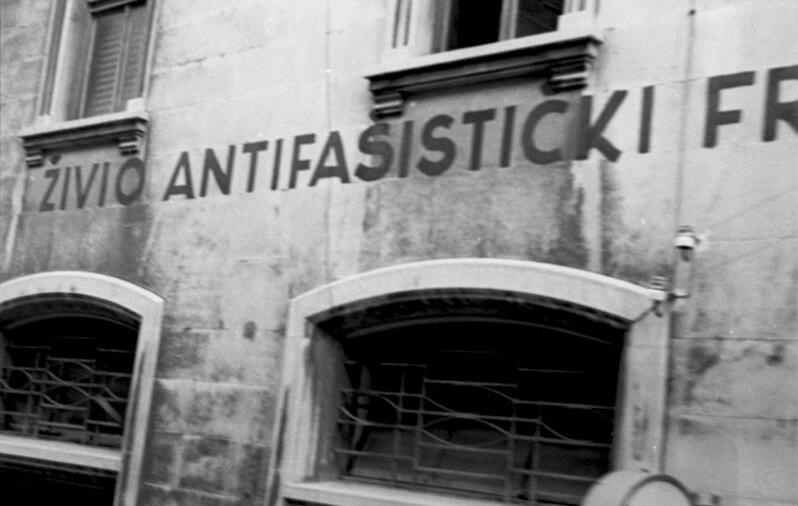
Надпись в Сплите «Да здравствует Женский антифашистский фронт»

В 1941 году после вступления Югославии в войну многие женщины отправились помогать силам сопротивления, которые сражались против войск Третьего рейха и их пособников. 6 декабря 1942 года в Босански-Петроваце состоялась Первая женская земельная конференция, на которой было объявлено о создании Женского антифашистского фронта Югославии. На конференции присутствовали 166 делегатов из разных уголков страны, за исключением представительниц Македонии, поскольку добраться до контролируемой партизанами территории мешали большое расстояние и огромные вражеские силы. На конференции были оглашены цели фронта: мобилизация женщин для создания новых воинских формирований Народно-освободительной армии Югославии, оказание помощи партизанским органам самоуправления, участие в разведывательно-диверсионных операциях и распространение идеологии «братства и единства» среди женщин.
Были созданы восемь фронтов в будущих шести республиках и двух автономных краях. Иосип Броз Тито поддержал создание фронта, заявив следующее:

Я горжусь тем, что стою во главе армии, в составе которой огромное число женщин. Могу сказать, что женщины в той борьбе в плане своего героизма и выдержки были и стоят на первом месте и в первых рядах. Честь всем народам Югославии, которые родили таких дочерей.
Оригинальный текст (серб.)Ја се поносим тиме што стојим на челу армије у којој има огроман број жена. Ја могу казати да су жене у тој борби по свом хероизму, по својој издржљивости, биле и јесу на првом мјесту и у првим редовима и свим народима Југославије чини част што имају такве кћери.

## Деятельность в годы войны

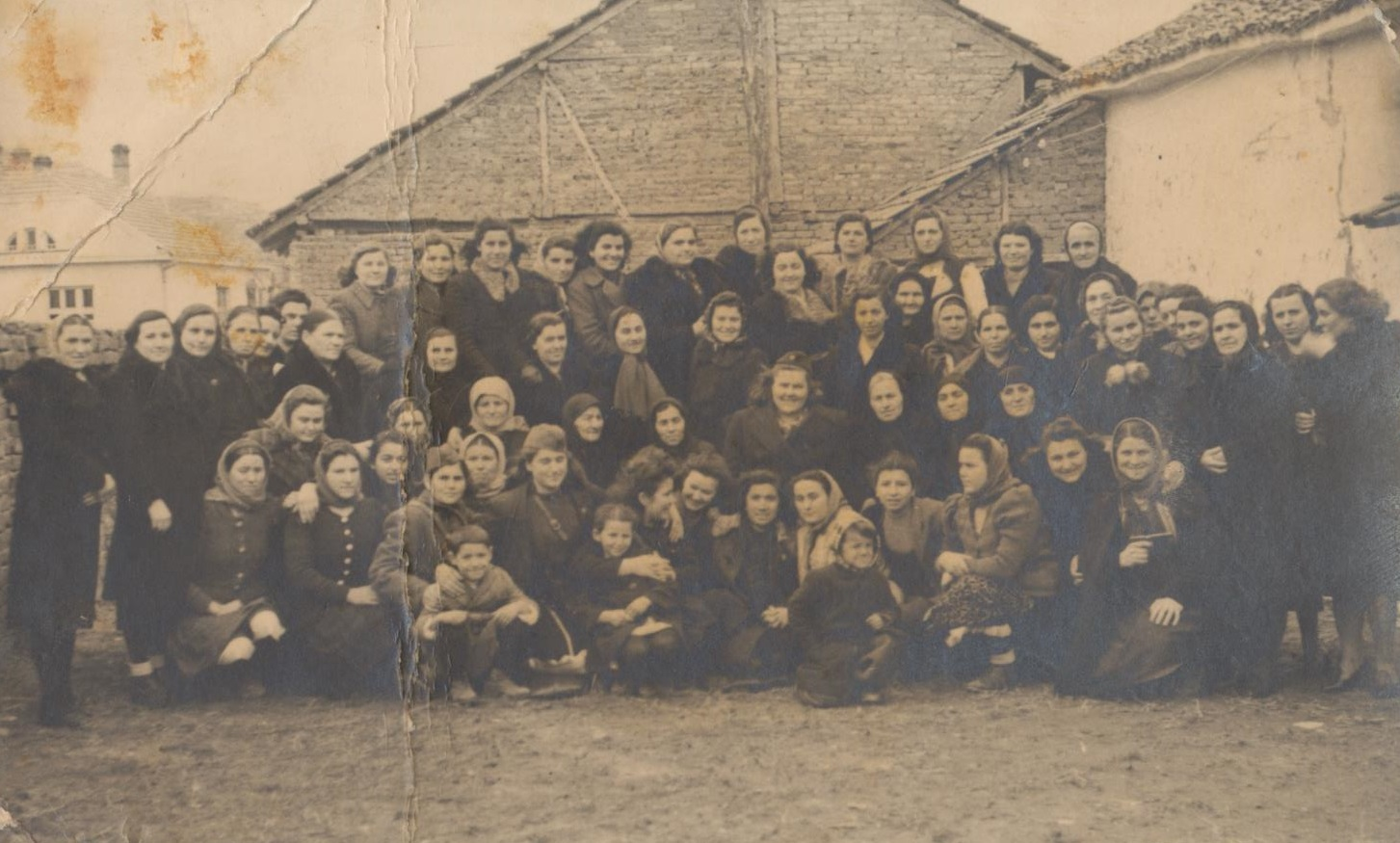
Женский антифашистский фронт в Пироте

Женский антифашистский фронт сыграл ключевую роль в вовлечении женщин в борьбу против оккупантов. Народно-освободительной армии помогали, по разным подсчётам, около 2 млн человек, а около 110 тысяч женщин были военнослужащими НОАЮ. В ходе войны 2 тысячи получили офицерские звания, 3344 женщины были награждены Партизанским памятным знаком 1941 года, а 91 женщина получила орден и звание Народного героя Югославии. 25 тысяч женщин, служивших в НОАЮ, погибли за время войны (всего югославы потеряли 305 тысяч человек из личного состава НОАЮ), а 40 тысяч получили ранения (всего ранено 405 тысяч солдат НОАЮ); 600 тысяч попали в плен.
Комитеты ЖАФ занимались такой работой, как пошив одежды для солдат и партизан, помощь детям, лечение раненых солдат (многие работали санитарками) и работа на полях. Они закупали снаряжение для солдат, работали курьерами, были политическими инструкторами и обучали новобранцев основам военного дела.

### Босния и Герцеговина
В августе 1941 года состоялась Большая конференция женщин Дрвара, а в конце началась работа по созданию единой организации. В феврале 1942 года в Фоче был создан Женский антифашистский фронт Боснии и Герцеговины.

### Македония
Женский антифашистский фронт Македонии создан в 1942 году с целью помощи партизанам и органам народной власти. Женщины участвовали в вооружённом сопротивлении и борьбе против болгаризации территории, а также снабжали партизан всем необходимым и помогали беженцам и сиротам. В декабре 1944 года состоялась конференция, закрепившая статус фронта в стране.

### Хорватия
В Хорватии группы партизанок-антифашисток стали формироваться ещё в начале войны, крупнейшие ячейки действовали в Загребе и Сплите. В декабре 1941 года появился Женский антифашистский фронт Хорватии. К 1942 году в Лике появилась женская партизанская рота — в регионе, где шли особенно тяжёлые и кровопролитные бои. Первый съезд Женского антифашистского фронта Хорватии состоялся в июне 1943 года. Женщины занимались также организацией институтов народной власти и пропагандой антифашистского движения и идеологии «братства и единства».

### Черногория

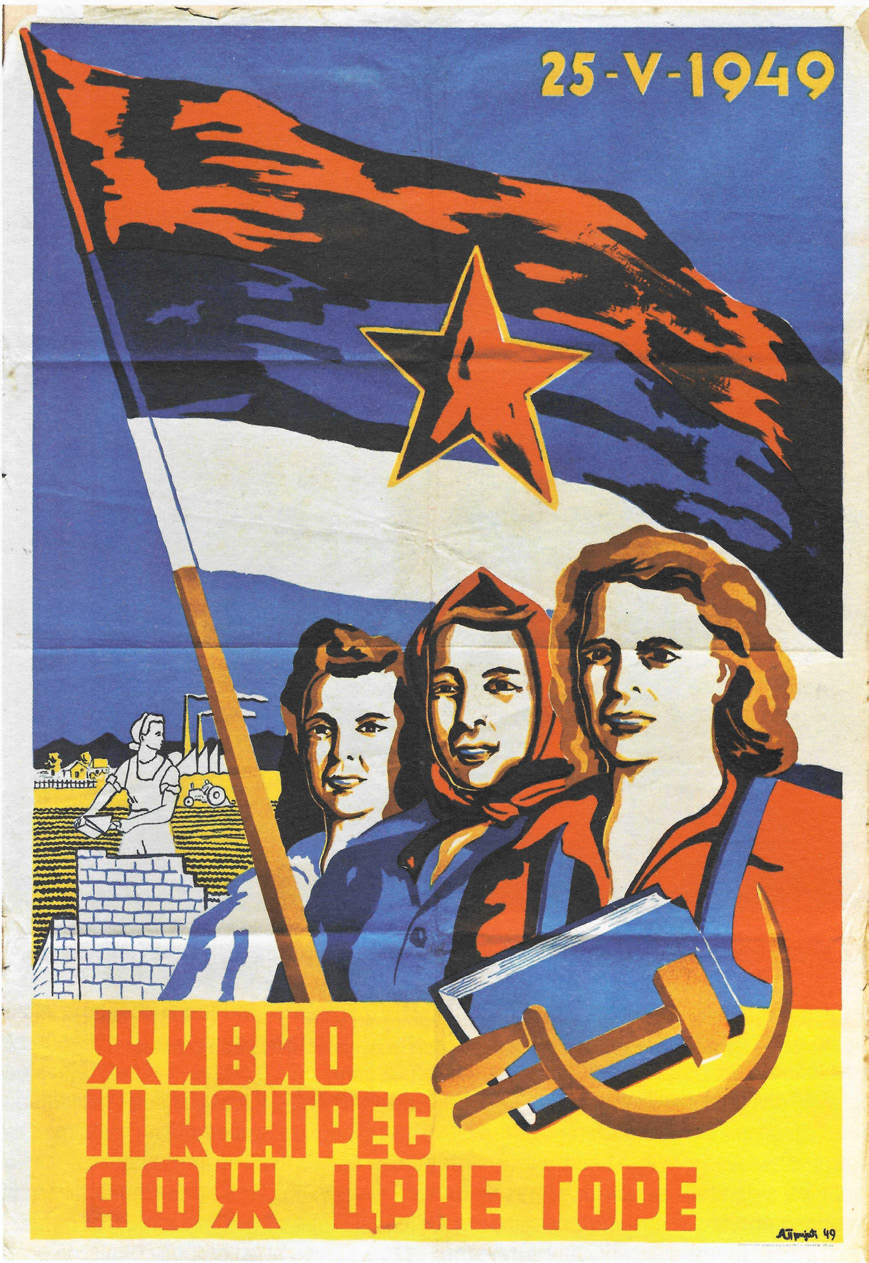
Плакат к III съезду Антифашистского фронта женщин Черногории (25 мая 1949)

Около 50 тысяч женщин участвовали в Народно-освободительной войне. Около 12 тысяч женщин почти год пробыли в концлагерях немцев, итальянцев и коллаборационистов, многие из них погибли, не выдав соратников по антифашистскому подполью. 5 декабря 1943 года состоялся съезд Женского антифашистского фронта Черногории, объединивший все ячейки антифашисток.

### Сербия
В Сербии действовали многие организации женщин, поддерживавших антифашистское движение: они закупали снаряжение (в том числе униформу) для партизан. В январе 1945 года состоялась первая встреча делегатов Женского антифашистского фронта Сербии.

#### Воеводина
В Среме в разгар восстания началось создание женских ячеек в городах и сёлах, которое позже перекинулось на Банат и Бачку. В январе 1945 года состоялся смотр женщин-антифашисток в Нови-Саде: среди участниц движения были представительницы сербского, хорватского, венгерского, румынского, русинского и иных народов Воеводины.

#### Косово
В Косово Коммунистическая партия Югославии вовлекала в антифашистское движение представительниц сербского, черногорского, албанского и турецкого народов, однако традиционный патриархальный уклад там держался крепче всего. В марте 1945 года женщины из деревень и городов выступили на областной конференции женщин Косово.

### Словения
Освободительный фронт Словении поддержал выступление женщин, которые участвовали в формировании органов власти и борьбе против германизации страны. Женщины укрывали у себя лиц, которые подлежали переселению или депортации из страны согласно распоряжению немецкой военной и гражданской администрации.

## После войны
В послевоенные годы новое социалистическое государство законодательно уравняло в правах мужчин и женщин, а фронт занимался восстановлением разрушенного хозяйства, приглашая женщин в средние и высшие образовательные учреждения, на строительство новых зданий (в том числе резиденций госучреждений), культурно-просветительскую работу и т. д. В июле 1945 года состоялся Первый съезд Женского антифашистского фронта в Белграде с участием 960 делегатов: председателем была избрана Спасения Бабович. В 1948 году на Втором съезде с участием 826 делегатов председателем была избрана Вида Томшичева, переизбранная в 1950 году (609 делегатов).
На 4-м Съезде фронта, прошедшем с 26 по 28 сентября 1953 года, фронт был де-юре упразднён и преобразован в Союз женских обществ Югославии, который сотрудничал тесно с Социалистическим союзом трудового народа Югославии. В разных республиках обязанности женских фронтов также были переданы иным организациям, занимавшимся борьбой за права женщин в обществе. Однако некоторые историки считают, что фронт слишком активно вмешивался в государственную политику (за аналогичное вмешательство был расформирован синдикат Светозара Вукмановича).